# Učakovci
Učakovci so naselje v Sloveniji.

## Geografija
Povprečna nadmorska višina naselja je 185 m.
Pomembnejša bližnja naselja so: Vinica (3,5 km) in Črnomelj (22 km).